# 金昌德
金昌德（？—？），朝鮮軍人、政治人物，為延安派人物。中國名字李德山。金昌奉之兄。

## 生平
1945年朝鮮義勇軍第5支隊成立，金昌德任副支隊長。支隊長李相朝歸國後，就任支隊長。後歷任中國人民解放軍獨立第15師副師長、第164师副師長等職務。
1949年，金昌德率第164師返回朝鮮，隨後被改組為朝鮮人民軍第5師，金昌德擔任師長。
1950年韓戰爆發，金昌德率第5師前往三八線，同李成佳所率的韓國陸軍第8師交戰。7月，率第5師攻擊東海岸，在進軍中遭到美國海軍與美國空軍的攻擊，損失慘重。後攻擊釜山環形防禦圈，同金錫源所率的韓軍第3師作戰。9月，聯合國軍開始反擊，金昌德率第5師回到朝鮮。11月22日，第5師的軍功受到表彰，金昌德被授予國旗勳章。在1956年的三大上，金昌德當選朝鮮勞動黨中央委員會委員。1961年召開的四大上，再度當選。1962年10月，當選朝鮮最高人民會議第3屆代議員、最高人民會議常任委員會委員。1969年遭肃清。